# Piotr Paprocki
Piotr Paprocki herbu Jastrzębiec (zm. w 1788 roku) – chorąży rypiński w latach 1778–1787, stolnik dobrzyński w latach 1775–1778, podczaszy dobrzyński w latach 1774–1775, łowczy dobrzyński w latach 1761–1774, wojski dobrzyński w latach 1760–1761.
W 1764 roku wybrany sędzią kapturowym ziemi dobrzyńskiej. W 1764 roku był elektorem Stanisława Augusta Poniatowskiego z ziemi dobrzyńskiej i posłem tej ziemi na sejm elekcyjny.